# Roar Nilsen
Roar Nilsen (ur. 28 sierpnia 1952) – norweski biathlonista, wicemistrz świata. Największy sukces osiągnął w 1978 roku, kiedy podczas mistrzostw świata w Hochfilzen wspólnie z Torem Svendsbergetem, Oddem Lirhusem i Sigleifem Johansenem zdobył srebrny medal w sztafecie. W tej samej konkurencji był też czwarty na mistrzostwach świata w Vingrom rok wcześniej oraz mistrzostwach świata w Ruhpolding w 1979 roku. Był też między innymi szósty w sprincie na MŚ 1977 i w biegu indywidualnym na MŚ 1978. W Pucharze Świata jeden raz stanął na podium: 10 stycznia 1979 roku w Jáchymovie zwyciężył w biegu indywidualnym. Wyprzedził tam Eberharda Röscha z NRD i swego rodaka, Terje Krokstada. Najlepsze wyniki osiągnął w sezonie 1978/1979, kiedy zajął 15. miejsce w klasyfikacji generalnej. Nigdy nie wystąpił na igrzyskach olimpijskich.

## Osiągnięcia

### Mistrzostwa świata
| Rok  | Miejscowość | Konkurencje | Konkurencje | Konkurencje | Konkurencje | Konkurencje | Konkurencje | Konkurencje |
| Rok  | Miejscowość | IN          | SP          | PU          | MS          | RL          | MR          | SR          |
| ---- | ----------- | ----------- | ----------- | ----------- | ----------- | ----------- | ----------- | ----------- |
| 1977 | Vingrom     | 12.         | 6.          | nd.         | nd.         | 4.          | nd.         | –           |
| 1978 | Hochfilzen  | 6.          | 27.         | nd.         | nd.         | 2.          | nd.         | –           |
| 1979 | Ruhpolding  | 50.         | –           | nd.         | nd.         | 4.          | nd.         | –           |
| 1981 | Lahti       | 21.         | –           | nd.         | nd.         | –           | nd.         | –           |

### Puchar Świata

#### Miejsca w klasyfikacji generalnej
| Sezon     | Miejsce |
| --------- | ------- |
| 1977/1978 | 25.     |
| 1978/1979 | 15.     |
| 1980/1981 | ?       |

#### Miejsca na podium chronologicznie
| Lp. | Dzień       | Rok  | Miejscowość | Konkurencja                | Lokata | Pudła | Czas biegu | Strata | Zwycięzca |
| --- | ----------- | ---- | ----------- | -------------------------- | ------ | ----- | ---------- | ------ | --------- |
| 1.  | 10 stycznia | 1979 | Jáchymov    | Bieg indywidualny na 20 km | 1.     | 2     | 1:15:06,4  | –      | –         |